# 黑緣裸胸鱔
黑緣裸胸鱔，又稱黑緣裸胸鯙，為輻鰭魚綱鰻鱺目鯙亞目鯙科的其中一種，分布於西大西洋區，從美國佛羅里達州南部至墨西哥猶加敦半島海域，棲息深度10-100公尺，本魚體棕色，身體布滿白色及黃色斑點，體長可達99公分，為底棲性魚類，生活在海草床，屬肉食性，生活習性不明。

## 擴展閱讀
維基物種上的相關：黑緣裸胸鱔